# オメーニャ
オメーニャ（伊: Omegna）は、イタリア共和国ピエモンテ州ヴェルバーノ・クジオ・オッソラ県にある、人口約15,000人の基礎自治体（コムーネ）。
オルタ湖の北端に面した町で、鍋の製造など金属加工業が盛んなことで知られている:5。

## 地理

### 位置・広がり
| 隣接するコムーネは以下の通り。括弧内のNOはノヴァーラ県所属を示す。 - アルメーノ (NO) - カザーレ・コルテ・チェッロ - ジェルマーニョ - ジニェーゼ - グラヴェッローナ・トーチェ - ノーニオ - ペッテナスコ (NO) - クアルナ・ソプラ - クアルナ・ソット - ストレーザ - ヴァルストローナ |

## 行政

### 分離集落
オメーニャには、以下の分離集落（フラツィオーネ）がある。
Agrano, Bagnella, Borca, Brughiere, Cireggio, Crusinallo, Gattugno, Pescone, Santa Rita, Verta

## 経済
鍋の製造など金属加工業が盛んなことで知られている:5。ラゴスティーナやアレッシィ、モカエキスプレス（エスプレッソ・メーカー）で知られるビアレッティなどが本社を置く。

## 姉妹都市
- ローディ、イタリア

## 人物

### 著名な出身者
- ジャンニ・ロダーリ - 20世紀の児童文学作家。